# Ludwig Heinrich von Sebottendorff
Ludwig Heinrich von Sebottendorff, auch Sebottendorf (geboren vor 1677; gestorben 1702) war ein kursächsischer Kammerherr, Hauptmann sowie sachsen-gothaischer Hofmarschall und Festungskommandant sowie Rittergutsbesitzer im Kurfürstentum Sachsen.

## Leben
Er stammte aus der Lötzendorf'schen Linie seines aus dem Kurland stammenden Adelsgeschlechtes und war ein Großneffe von Abraham von Sebottendorff. Nach dem Erreichen des Erwachsenenalters schlug er eine kombinierte Verwaltungs- und Militärlaufbahn ein. Er wurde zum kursächsischer Kammerjunker und später zum Kammerherrn ernannt.
Im Militärwesen wurde Ludwig Heinrich von Sebottendorff zunächst Hauptmann über eine kursächsische Frei- und Leibkompanie zu Fuß. Seine Kompanie war im Jahre 1677 zur Leibkompanie des Kurfürsten Johann Georg von Sachsen deklariert worden. Später wurde er Ingenieurkapitän. Als solcher nahm er im Jahre 1684 der Ersten Belagerung der Festung Ofen teil. In Ungarn wurde der Herzog von Sachsen-Gotha auf ihn aufmerksam. Er lernte seine Dienste schätzten und berief Sebottendorff zu seinem Hofmarschall und Kommandant des Festung Friedenstein in Gotha. Im Jahre 1692 legte er diese öffentlichen Ämter nieder und zug nach Schlesien. Dort starb er 1702 kinderlos.
Durch den Kauf mehrerer Bauerngüter 1674 in Langenreichenbach mit dazugehörigen Hufen Landes, die er zusammenlegte, bildete ein Vorwerk, aus dem ein Lehngut hervorging, das als Lehen 1676 erstmals vom Kurfürsten von Sachsen ausgegeben wurde. Bereits 1681 musste er allerdings aufgrund von Schulden Konkurs anmelden und das Gut in andere Hände geben.